# Lappland

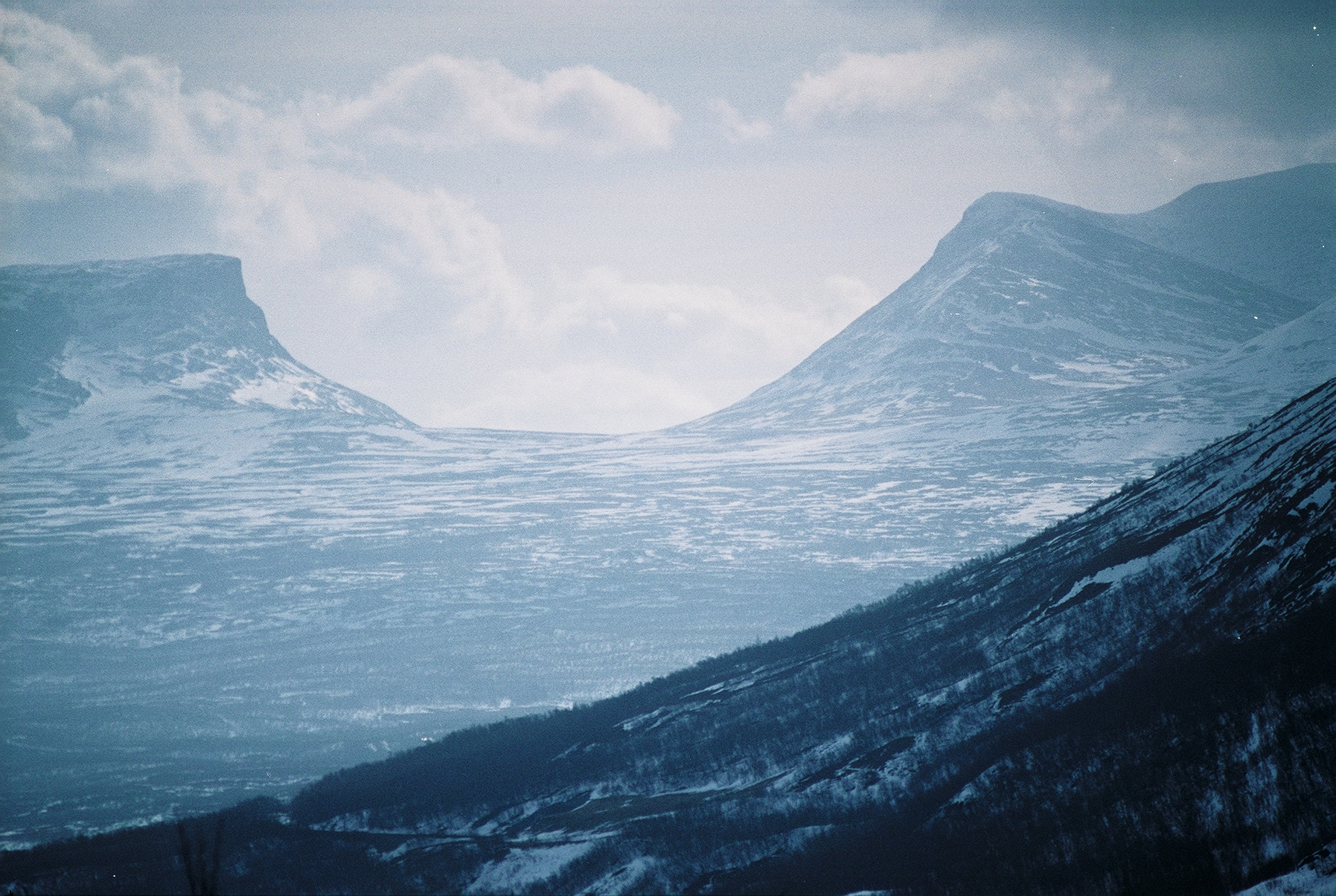
Lapporten

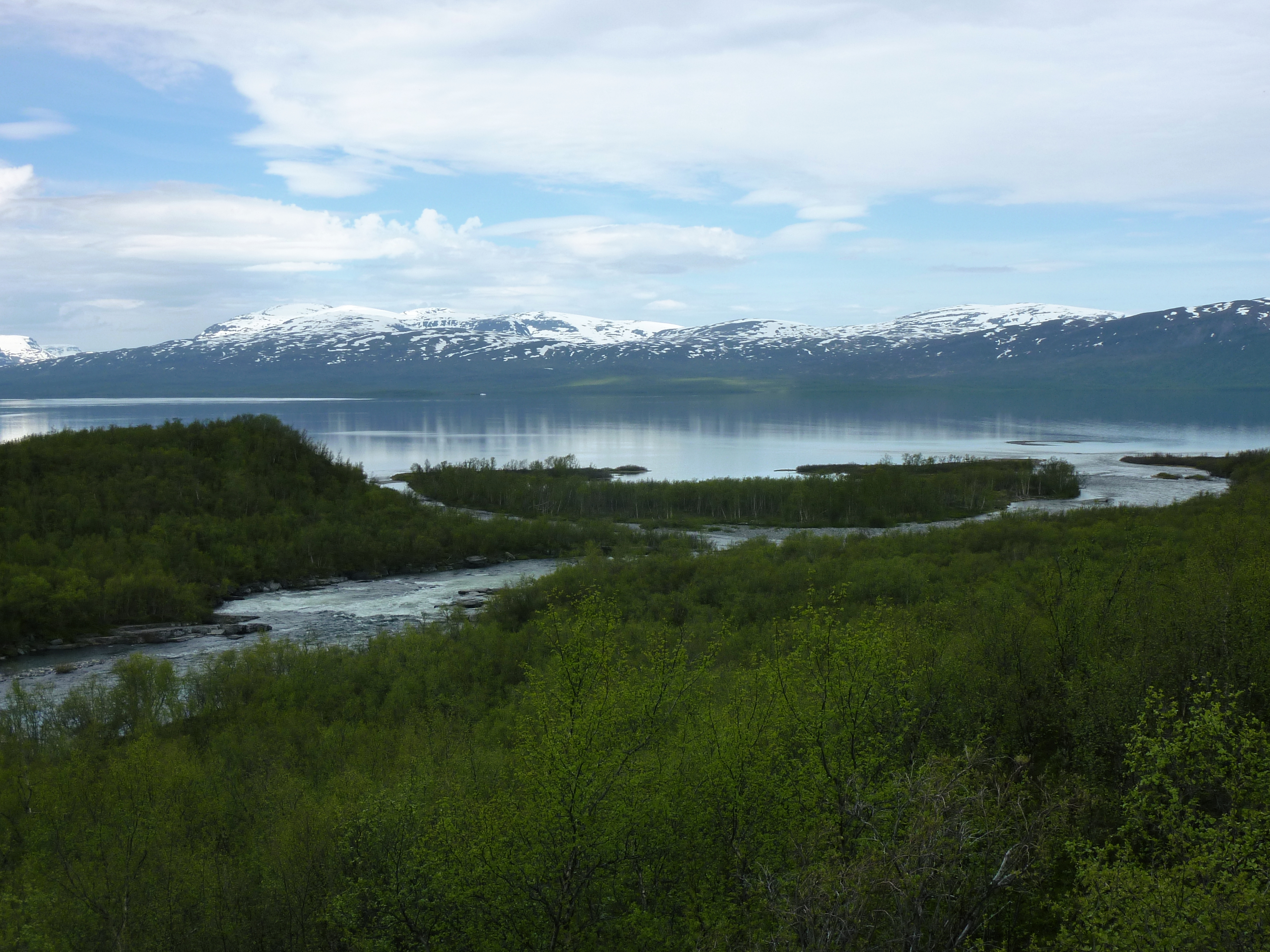
Râul Abiskojåkka și lacul Torneträsk>

Laponia (în suedeză: Lappland) este o provincie în nordul Suediei. Se mărginește cu Jämtland, Ångermanland, Västerbotten, Norrbotten, Norvegia și Finlanda. Circa un sfert din suprafața Suediei este reprezentată de Laponia.
Laponia inițial s-a extins spre est. Cu toate acestea, în 1809, Imperiul Rus a anexat partea de est a Suediei, și a creat Marele Ducat al Finlandei, care, de fapt a împărțit Laponia într-o parte suedeză și o parte finlandeză, care încă mai există astăzi.

## Administrare
Provinciile tradiționale din Suedia nu au scopuri politice sau administrative, dar sunt entități culturale și istorice. Administrativ, Lapland constituie partea de vest a două ținuturi din Suedia, Norrbotten în nord și Västerbotten în partea de sud. Spre deosebire de cele mai multe unități administrative din Suedia, aici există mai mult o identificare cu ținuturile decât cu provinciile. Astfel, cei mai mulți oameni în aceste ținuturi se referă la întregul ținut, inclusiv în zonele din Laponia, atunci când spun "Norrbotten" sau "Västerbotten".
Cetățenii Sami sunt eligibili de a fi si de a vota la alegerile pentru Parlamentul suedez Sami, care este și pentru cei din afara Suediei. Limba Sami are un statut oficial de minoritate în Kiruna, Gällivare, Jokkmokk și Arjeplog.

## Heraldica
Laponia în sine nu a fost niciodată considerată un ducat, dar pe 18 ianuarie 1884 Consiliului de Coroană a dat tuturor provincilior dreptul de a utiliza o coroană ducală pentru armele lor.

## Geografia
Părți ale Laponiei au fost declarate de UNESCO ca aparținând patrimoniului mondial.

## Parcuri nationale
Abisko, 
Björnlandet,
Muddus,
Padjelanta,
Sarek,
Stora Sjöfallet,
Vadvetjåkka.

## Istoria
Istoria Laponiei este din multe puncte de vedere legată de istoria ținuturilor Norrbotten și Västerbotten, deoarece Laponia este o regiune istorică conectată la acestea. In timpul Evului Mediu, Norrbotten / Lappland a fost în principiu, un tarâm al nimănui. Zona a fost slab populată de populațiile nomade Sami, dar această regiune a devenit din ce în ce mai locuită de către coloniștii suedezi, finlandezi și norvegieni, în special de-a lungul coastelor și râurilor mari. Încă din evul mediu, regii suedezi au încercat să colonizeze și sa creștineze zona folosind coloniști din Finlanda și sudul Suediei. Astăzi, în ciuda asimilației demografice dominantă în cultura suedeză și finlandeză, minoritățile Sami continuă să își mențină cultura și identitatea.
În timpul industrializării Suediei, resursele naturale (hidroelectricitatea, cheresteaua și mineralele) din jurul provinciei au jucat un rol-cheie. Totuși, industria minieră, silvicultura și hidrocentralele de putere sunt coloana vertebrală a economiei locale, împreună cu serviciile municipale. Rata șomajului a fost totuși relativ mare pentru mai multe decenii și mulți tineri părăsesc locul pentru orașele mari, de pe coastă sau din sudul Suediei.